# La meva preciosa bugaderia
La meva preciosa bugaderia o La preciosa llavaderia (títol original en anglès: My Beautiful Laundrette) és una pel·lícula britànica dirigida per Stephen Frears, amb guió de Hanif Kureishi i estrenada l'any 1985. En origen va ser un encàrrec per la televisió, i es va considerar prou interessant com per estrenar-se al cinema. Ha estat doblada al català i es va emetre per TV3 per primera vegada el 17 de setembre de 1989 i per Canal Nou el 16 d'octubre de 1989 amb el títol La preciosa llavaderia.

## Argument
Un jove immigrat pakistanès a Anglaterra, Omar, busca explotar una bugaderia automàtica, amb l'ajuda del seu oncle i d'un amic d'infantesa, Johnny, que esdevé el seu amant.
La pel·lícula obre amb l'evacuació d'un squatt per les forces de l'ordre. Els autors tracten a la vegada la situació social sota el govern Thatcher, el racisme i la diversitat cultural, així com de l'homosexualitat.
Els personatges són complexos. Omar està a la vegada lligat a la seva família i ambiciós, interessat i fins i tot revengista: «Estic content de veure't netejar les rajoles!» diu a Johnny que efectivament assegura tot el treball manual de la botiga. Johnny abandona la seva banda de skins patriotes gràcies al seu amor per Omar, però també per desig d'abandonar la galera en la qual vegeta des de sempre. L'oncle d'Omar, Nasser, porta una vida familiar tradicional, però té una amant blanca, Rachel; és ferotge en els negocis i explica al començament a Omar com col·leccionar les ajudes socials. Sélim, cosí d'Omar, secunda Nasser i arrodoneix els seus ingressos per tràfic de droga en el qual intenta implicar Omar; rep una severa correcció dels examics de Johnny després d'haver provat d'atropellar-ne un amb el seu cotxe, descortesia les conseqüències de la qual seran el saqueig de la bugaderia. Tania, la cosina d'Omar, es vol moderna, però intenta seduir el seu cosí i el mateix Johnny.

## Repartiment
- Gordon Warnecke: Omar Ali
- Daniel Day-Lewis: Johnny Burfoot
- Saeed Jaffrey: Nasser Ali
- Roshan Seth: "Papa" Hussein Ali
- Derrick Branche: Salim N. Ali
- Rita Wolf: Tania N. Ali
- Souad Faress: Cherry N. Ali
- Richard Graham: Genghis
- Shirley Anne Field: Rachel
- Stephen Marcus: Moose

## Premis i nominacions
La meva preciosa bugaderia va ser nominada l'any 1987 per l'Oscar al millor guió original